# Cedry Wielkie
Cedry Wielkie (ted. Groß Zünder) è un comune rurale polacco del distretto di Danzica, nel voivodato della Pomerania.
Ricopre una superficie di 124,28 km² e nel 2004 contava 6 117 abitanti.